# Abida vergniesiana
Abida vergniesiana е вид коремоного от семейство Chondrinidae. Видът е почти застрашен от изчезване.

## Разпространение
Разпространен е в Андора и Франция.